# Elie Bacari
Elie Bacari (ur. 14 października 2003, Treichville) - belgijski lekkoatleta, urodzony na Wybrzeżu Kości Słoniowej.

## Kariera
Bacari w dzieciństwie trenował piłkę nożną. Następnie spróbował swoich sił w lekkoatletyce. Pierwsze sukcesy osiągał w wielobojach. W 2022 roku ustanowił rekord życiowy w dziesięcioboju wynoszący 7080 punktów, dzięki czemu zakwalifikował się do Mistrzostw Świata U20 w Lekkoatletyce 2022 w Cali w Kolumbii. Na tych Mistrzostwach ustanowił kilka nowych rekordów życiowych, ale ostatecznie zajął 20. miejsce, nie ukończywszy finałowego biegu na 1500 metrów z powodu kontuzji. Po Mistrzostwach Europy U23 w Lekkoatletyce 2023 w Espoo w Finlandii, gdzie brał udział tylko w biegu na 110 metrów przez płotki i nieznacznie przegrał awans do finału, Bacari zdecydował się zrezygnować z dziesięcioboju i odtąd skupić się wyłącznie na biegach przez płotki.
W styczniu 2024 r. Bacari kilkakrotnie poprawił swój rekord życiowy w biegu na 60 m przez płotki. W Luksemburgu przebiegł ten dystans w czasie 7,62 sekundy, co dało mu czwarte miejsce w historii belgijskiej lekkoatletyki. W lutym 2024 r. zdobył srebrny medal na halowych mistrzostwach Belgii. Wziął udział w halowych mistrzostwach świata w lekkoatletyce w 2024 r. w Glasgow, gdzie w półfinale ustanowił swój rekord życiowy wynoszący 7,58 sekundy.
Na stadionie dotarł do finału biegu na 110 m przez płotki na Mistrzostwach Europy w Lekkoatletyce 2024 w Rzymie. W czerwcu 2024 r. w Turku uzyskał czas 13,38 sekundy na tym dystansie, co stanowiło jego nowy rekord życiowy. W tym samym miesiącu zajął drugie miejsce na Mistrzostwach Belgii w Lekkoatletyce. Dzięki dobrym wynikom zakwalifikował się z rankingu do Letnich Igrzysk Olimpijskich 2024 w Paryżu we Francji. Na tych zawodach odpadł w repasażach.
W styczniu 2025 roku pobił rekord Belgii w biegu na 60 metrów przez płotki podczas mityngu World Athletics Indoor Tour 2025 w Luksemburgu. W lipcu 2025 roku zdobył brązowy medal w biegu na 110 metrów przez płotki podczas Mistrzostw Europy U23 w Lekkoatletyce 2025 w norweskim Bergen, pokonując dystans w czasie 13,56 m (-1,8 m/s).